# Minas Tênis Clube 2022-2023 (pallavolo maschile)
Questa voce raccoglie le informazioni riguardanti il Minas Tênis Clube nella stagione 2022-2023.

## Stagione
Il Minas Tênis Clube utilizza la denominazione sponsorizzata Itambé/Minas nella stagione 2022-23.
Partecipa alla Superliga Série A, chiudendo la regulas season al terzo posto: si qualifica quindi ai play-off scudetto, dove si spinge fino alla finale eliminando il Sesi e il Suzano, ma viene sconfitto dal Sada. I due club si incontrano anche in Supercoppa brasiliana, dove a vincere sono ancora gli avversari; in Coppa del Brasile, eliminato l'Índios Guarus, il cammino del club s'interrompe alle semifinali, per opera dell'Amigos do Vôlei.
In ambito locale viene sconfitto nel classico contro il Sada anche nel Campionato Mineiro; i due club si sfidano anche a livello internazionale, precisamente nella finale per il terzo posto del campionato mondiale (dopo aver perso la semifinale contro la Sir Safety Perugia), e nella finale del campionato sudamericano, dove il Minas colleziona ancora sconfitte.

## Organigramma societario
Area direttiva
- Presidente: Ricardo Vieira Santiago
- Direttore sportivo: Elói de Oliveira

Area tecnica
- Allenatore: Nery Tambeiro
- Assistente allenatore: Fernando Martins
- Scoutman: Luciano Minossi
- Preparatore atletico: Davidson Alves

Area sanitaria
- Fisioterapista: Felipe Galdino

## Rosa
| N° | Nome                    | Ruolo | Data di nascita   | Nazionalità sportiva |
| -- | ----------------------- | ----- | ----------------- | -------------------- |
| 1  | Luis Estrada            | S     | 10 marzo 2000     | Cuba                 |
| 2  | Austin Wilmot           | C     | 15 marzo 1998     | Stati Uniti          |
| 3  | Kelvi Souza             | C     | 15 giugno 2001    | Brasile              |
| 4  | Rhendrick Rosa          | P     | 11 febbraio 1999  | Brasile              |
| 5  | Lucas Machado           | P     | 4 novembre 2003   | Brasile              |
| 6  | Paulo Vinícios da Silva | O     | 23 agosto 2001    | Brasile              |
| 7  | William Arjona          | P     | 31 luglio 1979    | Brasile              |
| 8  | Leandro Vissotto        | O     | 30 aprile 1983    | Brasile              |
| 9  | João Adriano            | O     | 14 gennaio 2002   | Brasile              |
| 10 | Matheus dos Santos      | C     | 23 aprile 1996    | Brasile              |
| 11 | Henrique Meireles       | S     | 17 luglio 2002    | Brasile              |
| 12 | Bryan da Silva          | O     | 1º novembre 2005  | Brasile              |
| 13 | Gabriel Vilaça          | C     | 23 giugno 2002    | Brasile              |
| 14 | Edson da Paixão         | C     | 29 marzo 2000     | Brasile              |
| 15 | Maique Nascimento       | L     | 16 luglio 1997    | Brasile              |
| 16 | Samuel Neufeld          | O     | 18 agosto 2004    | Brasile              |
| 17 | André Saliba            | O     | 27 agosto 1999    | Brasile              |
| 18 | Henrique Honorato       | S     | 18 marzo 1997     | Brasile              |
| 19 | Arthur Bento            | S     | 8 giugno 2004     | Brasile              |
| 20 | Marcus Coelho           | S     | 29 settembre 2000 | Brasile              |
| 21 | Filipe Cipriano         | L     | 16 gennaio 2003   | Brasile              |

## Statistiche

### Statistiche di squadra
| Competizione            | Punti | In casa | In casa | In casa | In trasferta | In trasferta | In trasferta | Totale | Totale | Totale |
| Competizione            | Punti | G       | V       | P       | G            | V            | P            | G      | V      | P      |
| ----------------------- | ----- | ------- | ------- | ------- | ------------ | ------------ | ------------ | ------ | ------ | ------ |
| Superliga Série A       | 45    | 13      | 11      | 2       | 13           | 7            | 6            | 27     | 18     | 9      |
| Coppa del Brasile       | -     | 1       | 1       | 0       | 0            | 0            | 0            | 2      | 1      | 1      |
| Supercoppa brasiliana   | -     | -       | -       | -       | -            | -            | -            | 1      | 0      | 1      |
| Campionato mondiale     | 3     | -       | -       | -       | -            | -            | -            | 4      | 1      | 3      |
| Campionato sudamericano | 6     | -       | -       | -       | -            | -            | -            | 4      | 3      | 1      |
| Totale                  | -     | 14      | 12      | 2       | 13           | 7            | 6            | 38     | 23     | 15     |

### Statistiche dei giocatori
| Giocatore     | Superliga Série A | Superliga Série A | Superliga Série A | Superliga Série A | Superliga Série A | Campionato mondiale | Campionato mondiale | Campionato mondiale | Campionato mondiale | Campionato mondiale | Campionato sudamericano | Campionato sudamericano | Campionato sudamericano | Campionato sudamericano | Campionato sudamericano |
| Giocatore     | P                 | PT                | AV                | MV                | BV                | P                   | PT                  | AV                  | MV                  | BV                  | P                       | PT                      | AV                      | MV                      | BV                      |
| ------------- | ----------------- | ----------------- | ----------------- | ----------------- | ----------------- | ------------------- | ------------------- | ------------------- | ------------------- | ------------------- | ----------------------- | ----------------------- | ----------------------- | ----------------------- | ----------------------- |
| J. Adriano    | -                 | -                 | -                 | -                 | -                 | -                   | -                   | -                   | -                   | -                   | -                       | -                       | -                       | -                       | -                       |
| W. Arjona     | 26                | 41                | 20                | 11                | 10                | 4                   | 4                   | 1                   | 1                   | 2                   | 4                       | 3                       | 2                       | 0                       | 1                       |
| A. Bento      | 22                | 35                | 30                | 2                 | 3                 | 4                   | 18                  | 15                  | 1                   | 2                   | 4                       | 12                      | 6                       | 3                       | 3                       |
| F. Cipriano   | 1                 | 0                 | 0                 | 0                 | 0                 | -                   | -                   | -                   | -                   | -                   | 1                       | 0                       | 0                       | 0                       | 0                       |
| M. Coelho     | 23                | 182               | 154               | 12                | 16                | 3                   | 6                   | 4                   | 2                   | 0                   | 4                       | 46                      | 37                      | 4                       | 5                       |
| E. da Paixão  | 13                | 62                | 42                | 17                | 3                 | 4                   | 20                  | 17                  | 2                   | 1                   | 3                       | 14                      | 12                      | 2                       | 0                       |
| B. da Silva   | 0                 | 0                 | 0                 | 0                 | 0                 | -                   | -                   | -                   | -                   | -                   | -                       | -                       | -                       | -                       | -                       |
| P.V. da Silva | 21                | 185               | 162               | 13                | 10                | 4                   | 13                  | 10                  | 0                   | 3                   | 4                       | 28                      | 24                      | 2                       | 2                       |
| M. dos Santos | 25                | 232               | 170               | 41                | 21                | 3                   | 30                  | 21                  | 9                   | 0                   | 3                       | 22                      | 13                      | 2                       | 7                       |
| L. Estrada    | 19                | 151               | 135               | 12                | 4                 | 4                   | 39                  | 38                  | 0                   | 1                   | 4                       | 43                      | 31                      | 10                      | 2                       |
| H. Honorato   | 26                | 333               | 260               | 36                | 37                | 3                   | 18                  | 10                  | 5                   | 3                   | 4                       | 35                      | 24                      | 4                       | 7                       |
| L. Machado    | 1                 | 1                 | 0                 | 1                 | 0                 | -                   | -                   | -                   | -                   | -                   | -                       | -                       | -                       | -                       | -                       |
| H. Meireles   | 1                 | 2                 | 1                 | 1                 | 0                 | 0                   | 0                   | 0                   | 0                   | 0                   | -                       | -                       | -                       | -                       | -                       |
| M. Nascimento | 26                | 0                 | 0                 | 0                 | 0                 | 4                   | 0                   | 0                   | 0                   | 0                   | 4                       | 0                       | 0                       | 0                       | 0                       |
| S. Neufeld    | 0                 | 0                 | 0                 | 0                 | 0                 | -                   | -                   | -                   | -                   | -                   | -                       | -                       | -                       | -                       | -                       |
| R. Rosa       | 25                | 6                 | 3                 | 3                 | 0                 | 4                   | 3                   | 1                   | 1                   | 1                   | 4                       | 3                       | 0                       | 1                       | 2                       |
| A. Saliba     | 24                | 62                | 53                | 6                 | 3                 | 4                   | 4                   | 3                   | 0                   | 1                   | 4                       | 19                      | 16                      | 0                       | 3                       |
| K. Souza      | 12                | 72                | 45                | 22                | 5                 | 3                   | 13                  | 6                   | 3                   | 4                   | -                       | -                       | -                       | -                       | -                       |
| G. Vilaça     | 0                 | 0                 | 0                 | 0                 | 0                 | -                   | -                   | -                   | -                   | -                   | -                       | -                       | -                       | -                       | -                       |
| L. Vissotto   | 18                | 213               | 183               | 15                | 15                | 3                   | 42                  | 35                  | 3                   | 4                   | 2                       | 4                       | 3                       | 1                       | 0                       |
| A. Wilmot     | 20                | 65                | 48                | 15                | 2                 | -                   | -                   | -                   | -                   | -                   | 1                       | 3                       | 3                       | 0                       | 0                       |

P = presenze; PT = punti totali; AV = attacchi vincenti; MV = muri vincenti; BV = battute vincenti

NB: Non sono disponibili i dati relativi alla Coppa del Brasile, alla Supercoppa brasiliana e, di conseguenza, quelli totali.